# Бискайский соус
Бискайский соус (исп. salsa vizcaína, баск. saltsa bizkaitar) — типичный соус баскской кухни, обычно используется при приготовлении рыбных блюд, преимущественно трески, например, бакальяу по-бискайски. Основными ингредиентами соуса являются мелко покрошенные мякоть сушёного красного перца чорисеро, предварительно размоченного в горячей воде, и репчатый лук, которые обжариваются на сковороде в небольшом количестве растительного масла. Соус протирается несколько раз через сито. В некоторых рецептах полагается добавить томатную пасту.